# Trigonachras celebensis
Trigonachras celebensis är en kinesträdsväxtart som beskrevs av P.W. Leenhouts. Trigonachras celebensis ingår i släktet Trigonachras och familjen kinesträdsväxter. Inga underarter finns listade i Catalogue of Life.